# 婆罗洲香荚兰
婆罗洲香荚兰（学名：Vanilla borneensis）是兰科香荚兰属的一种兰花，分布于印度尼西亚、印度、泰国、马来西亚和中国云南地区。

## 特征描述
婆罗洲香荚兰是一种大型攀援藤本植物，茎长可达10米，圆柱形，深绿色，多节，纵向具沟槽，每节生1枚叶和1条气生根。叶大，肉质，披针形，先端渐尖；叶柄粗壮。
总状花序生于叶腋，具7-15朵花；花苞片卵形，宿存，深绿色，无毛；花大，具长梗，花梗和子房白色无毛；萼片黄绿色，倒卵状披针形，先端急尖，稍具兜帽；花瓣黄绿色，长圆形；唇瓣倒卵形，呈喇叭状，上部3裂，侧裂片内卷，下部与蕊柱合生围抱蕊柱，淡黄色至淡粉色，内部具红褐色长柔毛；中裂片卵形，淡黄色至黄绿色，先端外弯，边缘波状，上表面密生粉红色流苏状长毛；蕊柱半圆柱形，前方表面具纵向红色条纹，顶端具2个小蕊柱齿，蕊喙显著，绿色；花药顶生，药帽绿色。花期为3-4月。